# Katō Takaaki
Katō Takaaki (jap. 加藤 高明, auch in der On-Lesung Katō Kōmei; * 25. Januar 1860 (traditionell Ansei 7/1/3) in Saya, Landkreis Ama, Provinz Owari (heute: Aisai, Präfektur Aichi); † 28. Januar 1926 in Tōkyō) war mehrmals Außenminister und der 24. Premierminister von Japan. – 1911 Baron, 1916 Vizegraf.

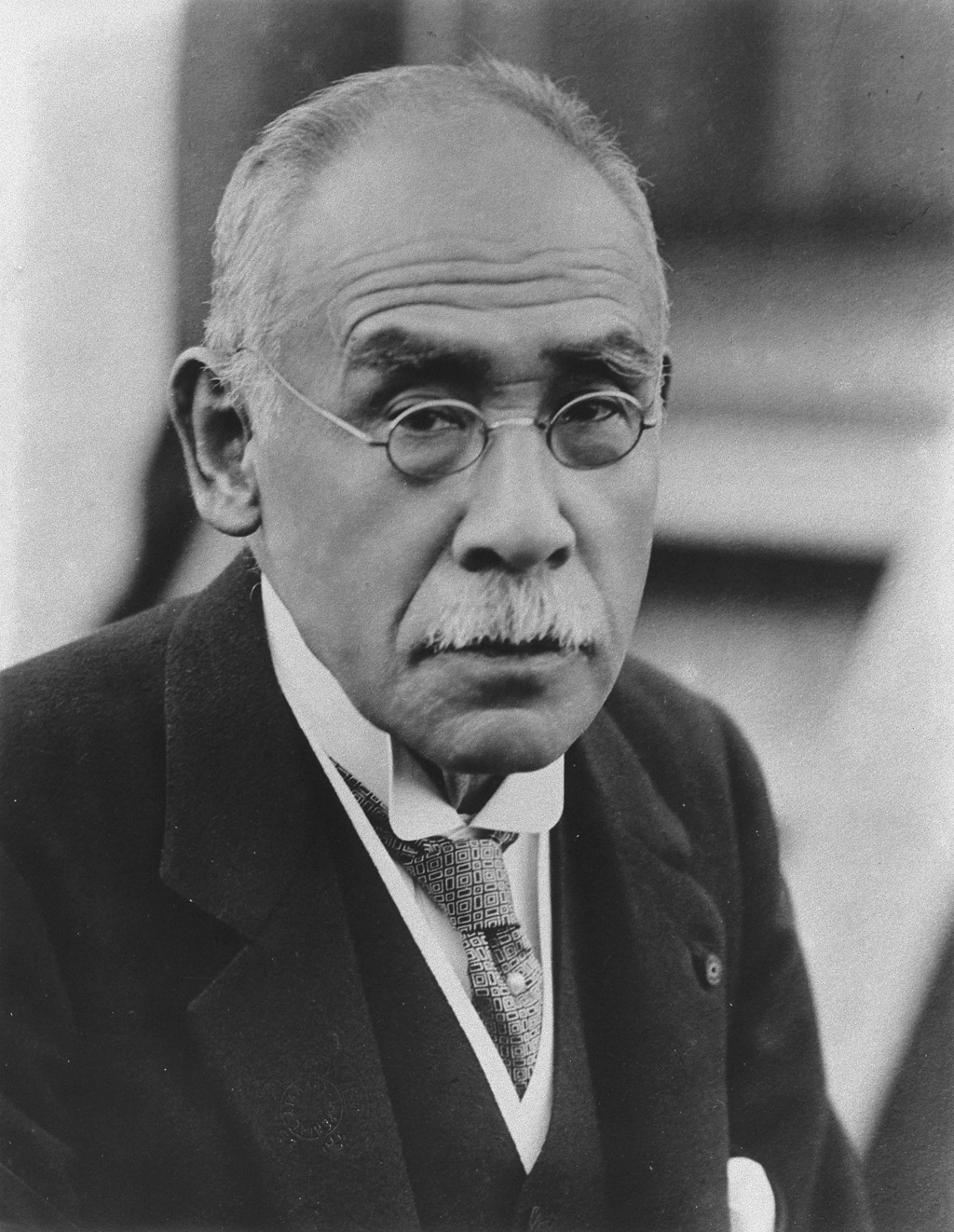
Katō Takaaki

## Leben
Katō Takaaki wurde am 25. Januar 1860 in Asai bei Nagoya in der Präfektur Aichi als Sohn eines Samurais des Nagoya-Clans geboren. Vor seiner politischen Laufbahn arbeitete er für den Mitsubishi-Zaibatsu. Dieses gab ihm die politische Rückendeckung, gleichzeitig vertrat er dessen Interessen in der Politik. Er heiratete 1886 eine Tochter von Iwasaki Yatarō. 1887 wurde er Sekretär des Außenministers Ōkuma Shigenobu und leitete zeitweise das Finanzdepartement. Von 1894 bis 1899 war er Botschafter in Großbritannien. Für wenige Monate war er 1901 und 1906 Außenminister. 1902 wurde er ins Shūgiin (Unterhaus) gewählt.
1906 trat er aus Protest gegen das Eisenbahnverstaatlichungsgesetz zurück, da es den Interessen von Mitsubishi zuwiderlief. Er war Präsident der Zeitung Tokyo Nichinichi Shinbun. Von 1908 bis 1913 wurde er wieder als Botschafter nach London berufen. 1913 war er Außenminister im Kabinett von Katsura Tarō. Im gleichen Jahr wurde er zum Vorsitzenden der konservativen Partei Rikken Dōshikai gewählt. Aus Protest gegen dessen Umstrukturierungen trat Gotō Shimpei aus der Partei aus. Die Partei nannte sich neu Kenseikai. 1914, unter Ōkuma Shigenobu, arbeitete Katō als Außenminister die Einundzwanzig Forderungen an die chinesische Regierung aus. Im August 1914 war er treibende Kraft hinter der Kriegserklärung Japans an Deutschland im Ersten Weltkrieg, um das deutsche Pachtgebiet Kiautschou auf dem chinesischen Festland sowie die deutschen Besitzungen Marianen, Marshallinseln und Karolinen erwerben zu können. Nach Korruptionsvorfällen mit Ōkuma bei den Märzwahlen trat Katō von seinem Amt aus Protest zurück. Auf kaiserlichen Wunsch wurde er 1915 ins Kizokuin (Oberhaus) bestimmt.
Mit seinem Kabinett der „drei die Verfassung schützenden Parteien“ (Goken Sampa aus Rikken Seiyūkai, Kenseikai und Kakushin Club) vom 11. Juni 1924 bis 28. Januar 1926 stand er als 24. Premierminister von Japan der ersten Parteienregierung vor. In seiner Amtszeit wurde das allgemeine Wahlrecht mit der Streichung des Zensuswahlrecht für Männer verabschiedet und das Gesetz zur Aufrechterhaltung der öffentlichen Sicherheit trat in Kraft. Das Militär wurde reduziert und modernisiert, militärischer Drill an den Schulen eingeführt. 1925 fand ein Attentat auf Katō statt.
Katō starb am 28. Januar 1926 in seinem Büro. Er wurde von England mit dem Order of St. Michael and St. George geehrt.